# Надєжда (Шпаковський район)
Надєжда — село в Шпаковському районі Краснодарського краю Російської Федерації. Адміністративний центр Надєжденського сільського поселення.
Населення — 10 609 осіб (за даними перепису 2010 року).

## Історія
Село засновано 1783 року переселенцями з Курської губернії під час облаштування Азово-Моздоцької лінії. Початкова назва — Мамайське, за назвою річки Мамайка. Сучасна назва за місцевою легендою походить від імені дочки одного з командирів Хоперського полку.
Станом на 1886 рік у казенному селі Ставропольського повіту Ставропольської губернії мешкало 3298 осіб (1604 чоловічої статі та 1694 — жіночої), переважно православних росіян, налічувалось 344 дворових господарства, існували православна церква, училище, 8 водяних млинів, 4 хлібних магазина й 7 питних будинків.
За переписом 1897 року кількість мешканців зросла до 5616 осіб (2788 чоловічої статі та 2828 — жіночої), з яких 5598 — православної віри.